# Sisyra
Sisyra är ett släkte av insekter som beskrevs av Hermann Burmeister 1839. Sisyra ingår i familjen svampdjurssländor.

## Bildgalleri

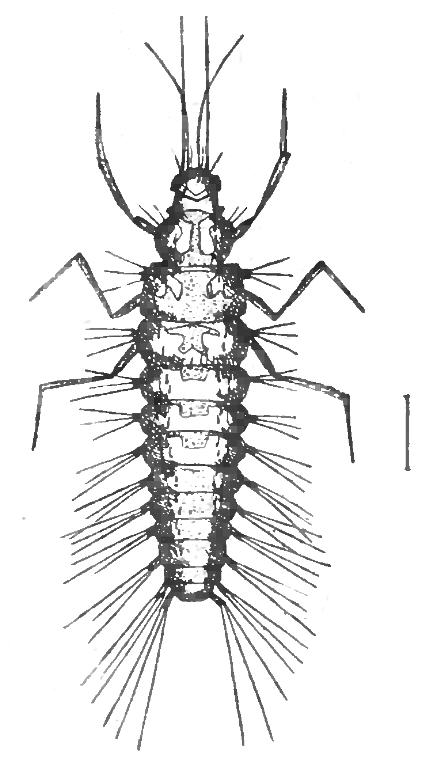

## Dottertaxa tillSisyra, i alfabetisk ordning[1][2]
- Sisyra afra
- Sisyra amazonica
- Sisyra apicalis
- Sisyra aquatica
- Sisyra ariasi
- Sisyra arndti
- Sisyra aurorae
- Sisyra bakeri
- Sisyra bella
- Sisyra brunnea
- Sisyra curvata
- Sisyra dalii
- Sisyra delicata
- Sisyra elongata
- Sisyra esbenpeterseni
- Sisyra fasciata
- Sisyra hainana
- Sisyra indica
- Sisyra iridipennis
- Sisyra jutlandica
- Sisyra maculata
- Sisyra mierae
- Sisyra minuta
- Sisyra nervata
- Sisyra nigra
- Sisyra nikkoana
- Sisyra nilotica
- Sisyra pallida
- Sisyra palmata
- Sisyra panama
- Sisyra producta
- Sisyra punctata
- Sisyra radialis
- Sisyra rufistigma
- Sisyra terminalis
- Sisyra trilobata
- Sisyra turneri
- Sisyra vicaria
- Sisyra yunana